# Condado de Nottoway
El condado de Nottoway (en inglés: Nottoway County) es uno de 95 condados del estado estadounidense de Virginia. Fundado en 1789, en el año 2000, el condado tenía una población de 23,177 habitantes y una densidad poblacional de 29 personas por km². La sede del condado es Nottoway.

## Geografía
Según la Oficina del Censo, el condado tiene un área total de 818 km² (315,8 mi²), de la cual 816 km² (315,1 mi²) es tierra y 3 km² (1,2 mi²) (0.43%) es agua.

### Condados adyacentes y ciudades independientes
- Condado de Amelia (norte)
- Condado de Dinwiddie (este)
- Condado de Brunswick (suroeste)
- Condado de Lunenburg (suroeste)
- Condado de Prince Edward (oeste)

## Demografía
Según la Oficina del Censo en 2000, los ingresos medios por hogar en el condado eran de $30,866, y los ingresos medios por familia eran $39,625. Los hombres tenían unos ingresos medios de $28,533 frente a los $19,718 para las mujeres. La renta per cápita para el condado era de $15,552. Alrededor del 20.10% de la población estaban por debajo del umbral de pobreza.

## Localidades
- Blackstone
- Burkeville
- Crewe

### Comunidades no incorporadas
Nottoway